# Stari Sàltiv
Stari Sàltiv o Stari Sàltov (en ucraïnès Старий Салтів i en rus Старый Салтов) és una vila de la província de Khàrkiv, Ucraïna. El 2021 tenia 3.394 habitants.
El 2022 el poble fou envaït per l'exèrcit rus durant la invasió russa d'Ucraïna, el 2 de maig del 2022 les forces ucraïneses tornaren a prendre el control del poble.